# Gandawa-Wevelgem 2010
72. edycja kolarskiego wyścigu Gandawa-Wevelgem odbyła się 28 marca 2010 roku. Trasa tego belgijskiego, jednodniowego wyścigu zaliczanego do ProTour liczyła 219 km ze startem w Gandawie i metą w Wevelgem. Wystartowało 194 zawodników, a wyścig ukończyło 118. Nie startowali Polacy.
Zwyciężył Austriak Bernhard Eisel z grupy Team HTC-Columbia, dla którego był to największy sukces w karierze.

## Wyniki
| M-ce | Imię i nazwisko  | Kraj              | Drużyna                      | Czas       |
| ---- | ---------------- | ----------------- | ---------------------------- | ---------- |
| 1.   | Bernhard Eisel   | Austria           | Team HTC-Columbia            | 5h 16' 21" |
| 2    | Sep Vanmarcke    | Belgia            | Topsport Vlaanderen-Mercator | + 0' 00"   |
| 3    | Philippe Gilbert | Belgia            | Omega Pharma-Lotto           | + 0' 00"   |
| 4    | George Hincapie  | Stany Zjednoczone | BMC Racing Team              | + 0' 00"   |
| 5    | Daniel Oss       | Włochy            | Liquigas-Doimo               | + 0' 00"   |
| 6    | Jurgen Roelandts | Belgia            | Omega Pharma-Lotto           | + 0' 00"   |
| 7    | Maksim Iglinski  | Kazachstan        | Team Astana                  | + 0' 00"   |
| 8    | Matti Breschel   | Dania             | Team Saxo Bank               | + 0' 00"   |
| 9    | Tyler Farrar     | Stany Zjednoczone | Garmin-Transitions           | + 0' 00"   |
| 10   | Luca Paolini     | Włochy            | Acqua & Sapone               | + 0' 00"   |